# Ramón Terrats Espacio
Ramón Terrats Espacio (Barcelona, 18 de octubre de 2000) es un futbolista profesional español que juega como centrocampista en el R. C. D. Espanyol de la Primera División de España.

## Trayectoria
Se incorporó a la formación en el Club de Fútbol Damm, en 2019 fichó por la U. E. Sant Andreu y en 2020 por el Girona F. C.
El 4 de noviembre de 2020 hizo su debut con el primer equipo, jugando de titular en un empate 2-2 contra el Real Zaragoza siendo sustituido en el minuto 86 por Pau Víctor. Esa misma temporada jugó más de 30 partidos y la siguiente consiguieron el ascenso a Primera División, categoría en la que disputó ocho encuentros antes de ser cedido en enero de 2023 al Villarreal C. F. "B" para volver a competir en Segunda División. Acabó jugando más partidos con el primer equipo y a final de temporada fue ejercida la opción de compra que incluía la cesión.
El 3 de febrero de 2025 fue cedido al Getafe C. F. hasta final de temporada. En ese tramo marcó cuatro goles en 16 partidos y el 1 de julio fue prestado al R. C. D. Espanyol, que tenía una opción de compra si se cumplían determinados objetivos.

## Estadísticas

### Clubes
Actualizado al último partido disputado el 24 de mayo de 2025.
| Club                          | Div.          | Temporada     | Liga  | Liga  | Copas nacionales | Copas nacionales | Copas internacionales | Copas internacionales | Total | Total |
| Club                          | Div.          | Temporada     | Part. | Goles | Part.            | Goles            | Part.                 | Goles                 | Part. | Goles |
| ----------------------------- | ------------- | ------------- | ----- | ----- | ---------------- | ---------------- | --------------------- | --------------------- | ----- | ----- |
| U. E. Sant Andreu · España    | 3.ª           | 2019-20       | 18    | 0     | —                | —                | —                     | —                     | 18    | 0     |
| U. E. Sant Andreu · España    | Total club    | Total club    | 18    | 0     | 0                | 0                | 0                     | 0                     | 18    | 0     |
| Girona F. C. "B" · España     | 3.ª           | 2020-21       | 7     | 1     | —                | —                | —                     | —                     | 7     | 1     |
| Girona F. C. "B" · España     | Total club    | Total club    | 7     | 1     | 0                | 0                | 0                     | 0                     | 7     | 1     |
| Girona F. C. · España         | 2.ª           | 2020-21       | 24    | 0     | 2                | 0                | —                     | —                     | 26    | 0     |
| Girona F. C. · España         | 2.ª           | 2021-22       | 20    | 0     | 0                | 0                | —                     | —                     | 20    | 0     |
| Girona F. C. · España         | 1.ª           | 2022-23       | 8     | 0     | 2                | 0                | —                     | —                     | 10    | 0     |
| Girona F. C. · España         | Total club    | Total club    | 52    | 0     | 4                | 0                | 0                     | 0                     | 56    | 0     |
| Villarreal C. F. "B" · España | 2.ª           | 2022-23       | 5     | 0     | —                | —                | —                     | —                     | 5     | 0     |
| Villarreal C. F. "B" · España | Total club    | Total club    | 5     | 0     | 0                | 0                | 0                     | 0                     | 5     | 0     |
| Villarreal C. F. · España     | 1.ª           | 2022-23       | 16    | 1     | 0                | 0                | 2                     | 0                     | 18    | 1     |
| Villarreal C. F. · España     | 1.ª           | 2023-24       | 19    | 0     | 2                | 0                | 3                     | 0                     | 24    | 0     |
| Villarreal C. F. · España     | 1.ª           | 2024-25       | 11    | 0     | 1                | 1                | —                     | —                     | 12    | 1     |
| Villarreal C. F. · España     | Total club    | Total club    | 46    | 1     | 3                | 1                | 5                     | 0                     | 54    | 2     |
| Getafe C. F. · España         | 1.ª           | 2024-25       | 15    | 4     | 1                | 0                | —                     | —                     | 16    | 4     |
| Getafe C. F. · España         | Total club    | Total club    | 15    | 4     | 1                | 0                | 0                     | 0                     | 16    | 4     |
| R. C. D. Espanyol · España    | 1.ª           | 2025-26       | 0     | 0     | 0                | 0                | —                     | —                     | 0     | 0     |
| R. C. D. Espanyol · España    | Total club    | Total club    | 0     | 0     | 0                | 0                | 0                     | 0                     | 0     | 0     |
| Total carrera                 | Total carrera | Total carrera | 143   | 6     | 8                | 1                | 5                     | 0                     | 156   | 7     |